# Eublemma marmorata
Eublemma marmorata là một loài bướm đêm trong họ Erebidae.